# 관습법상 법정지상권
관습법상 법정지상권은 대한민국에 있어서, 매매 등의 원인으로 건물 소유자와 토지 소유자가 달라진 경우에 판례상 인정되고 있는 법정지상권을 말한다.
관습상의 법정지상권은 한국 민법이 토지와 건물을 별개의 독립한 부동산으로 인정하면서도, 지상물은 토지에 따른다는 로마법언에 입각한 용익권체계를 답습함으로써 발생하는 간극의 조화를 꾀하기 위한 판례법상의 제도이다. 조선고등법원판결 1916. 9. 29(민집 제3권, 722면)에 의해 확립되었다.